# زاك أنديرسون
زاك أنديرسون (بالإنجليزية: Zachary Anderson)‏ (30 أبريل 1991 في أستراليا - ) هو لاعب كرة قدم أسترالي في مركز قلب الدفاع.

## روابط خارجية
- زاك أنديرسون على موقع قاعدة بيانات كرة القدم.إي يو (الإنجليزية)
- زاك أنديرسون على موقع Soccerway.com (الإنجليزية)
- زاك أنديرسون على موقع عالم كرة القدم.نت (الإنجليزية)